# 乙酰丙酮铝
乙酰丙酮铝是一种配位化合物，化學式为Al(C5H7O2)3，或简写为Al(acac)3。这种有着三个乙酰丙酮配体的铝化合物用于含铝化合物的研究中。該分子为D3对称，和其它八面体三乙酰丙酮盐同晶。

## 应用
乙酰丙酮铝可用作低压有机金属化学气相沉积法制备氧化铝薄膜晶体的前体。